# 오스카르 베르나도테
오스카르 칼 아우구스트 베르나도테 왕자(Prince Oscar Carl August Bernadotte, Count of Wisborg, 1859년 11월 15일 ~ 1953년 10월 4일)는 스웨덴의 종교 활동가로, 스웨덴의 오스카르 2세 왕과 그의 배우자인 나사우의 소피아의 둘째 아들이었다. 스웨덴과 노르웨이의 왕자로 태어난 그는 고틀란드 공작 오스카르 왕자로 알려져 있었다. 그러나 스웨덴의 헌법적 요구와 달리 결혼함으로써 그 칭호를 잃게 되었고, 대신 베르나도테 왕자와 비스보르 백작으로서 룩셈부르크 귀족이 되었다.